# Campsiura graueri
Campsiura graueri är en skalbaggsart som beskrevs av Moser 1907. Campsiura graueri ingår i släktet Campsiura och familjen Cetoniidae. Inga underarter finns listade.